# Mangata Ndiwa
Mangata Kimai Ndiwa  (né le 12 décembre 1987) est un athlète kényan, spécialiste des courses de fond.

## Biographie
Il remporte la médaille de bronze du 5 000 mètres lors des championnats d'Afrique 2016, à Durban.

### Palmarès
| Date | Compétition                    | Lieu   | Résultat | Épreuve     | Temps          |
| ---- | ------------------------------ | ------ | -------- | ----------- | -------------- |
| 2009 | Championnats du monde de cross | Amman  | 1er      | Par équipes |                |
| 2016 | Championnats d'Afrique         | Durban | 3e       | 5 000 m     | 13 min 16 s 85 |

### Records
| Épreuve | Performance   | Lieu    | Date          |
| ------- | ------------- | ------- | ------------- |
| 5 000 m | 13 min 5 s 02 | Hengelo | 1er juin 2009 |